# John DiMaggio
John William DiMaggio (North Plainfield, Nueva Jersey; 4 de septiembre de 1968) es un actor de voz estadounidense. Es conocido por realizar la voz de Bender en la serie animada Futurama, la voz de Jake en Hora de Aventura/s, y dar vida a la voz de Marcus Fénix en la saga del videojuego Gears of War.
Además de su trabajo como actor de voz, ha aparecido en el docudrama Pirates of Silicon Valley y en la serie dramática Chicago Hope como el Dr. Sean Underhill.

## Biografía
Interpretó a Bender en Futurama, así como Marcus Fénix en Gears of War, Dr. Drakken en Kim Possible, Jake el perro en Adventure Time.
Es un excomediante, que apareció en el escenario como parte de un dúo cómico llamado "Red Johnny Y el tipo redondo" y tiene varios créditos en pantalla, tales como Steve Ballmer en Piratas de Silicon Valley (el docudrama sobre la historia de Apple Computers y Microsoft) y como el personaje recurrente Dr. Sean Underhill en Chicago Hope.

## Actuaciones de voz

### Cine
| Año  | Título                                                                    | Papel                                                                                              | Notas                                         |
| ---- | ------------------------------------------------------------------------- | -------------------------------------------------------------------------------------------------- | --------------------------------------------- |
| 1996 | Eddie                                                                     | Trabajador de la construcción                                                                      |                                               |
| 1996 | Black Mask                                                                | Actor de Voz                                                                                       |                                               |
| 1997 | La princesa Mononoke                                                      | Gonza                                                                                              | Actor de Voz Doblaje en Inglés                |
| 1998 | Golgo 13: Queen Bee                                                       | Golgo 13 \| Informant                                                                              | Actor de Voz Director de Video                |
| 1998 | Frogs for Snakes                                                          | Jersey kid                                                                                         |                                               |
| 1999 | Spawn 3: Ultimate Battle                                                  | Frankie \| Sykes \| Bone \| Cop #2 \| Sleazeball                                                   | Actor de Voz Director de Video                |
| 2000 | Whispers: An Elephant's Tale                                              | Tough-Tusk \| Fulla Bull                                                                           | Actor de Voz                                  |
| 2000 | Vampire Hunter D: Bloodlust                                               | John Elbourne \| Nolt \| Mashira                                                                   | Actor de Voz                                  |
| 2001 | Dr. Dolittle 2                                                            | Seeing Eye Dog \| Wassup Fish \| Mouse                                                             | Actor de Voz                                  |
| 2001 | Final Fantasy: The Spirits Within                                         | BFW Soldier #1                                                                                     | Actor de Voz                                  |
| 2002 | I Lost 20lbs in Two Months, Ask Me How                                    | | Película corta                                |
| 2003 | The Animatrix                                                             | Crew man \| Kaiser                                                                                 | Actor de Voz                                  |
| 2003 | Kaena: The Prophecy                                                       | Enode                                                                                              | Actor de Voz Doblaje en Inglés                |
| 2003 | Kim Possible: The Secret Files                                            | Dr. Drakken                                                                                        | Actor de Voz Director de Video                |
| 2004 | Van Helsing: The London Assignment                                        | Coachman                                                                                           | Actor de Voz Director de Video Película corta |
| 2004 | Scooby-Doo and the Loch Ness Monster                                      | Colin Haggart \| Volunteer #1                                                                      | Actor de Voz Director de Video                |
| 2005 | Extreme Dating                                                            | AJ                                                                                                 |                                               |
| 2005 | The Madagascar Penguins in a Christmas Caper                              | Rico                                                                                               | Actor de Voz Película corta                   |
| 2005 | Tom and Jerry: The Fast and the Furry                                     | J.W. \| Spike                                                                                      | Actor de Voz Director de Video                |
| 2005 | Thru the Moebius Strip                                                    | Bodkus                                                                                             | Actor de Voz                                  |
| 2005 | Pompoko                                                                   | Ryutaro                                                                                            | Actor de Voz English dub                      |
| 2006 | Astérix y los vikingos                                                    | Timandahaf                                                                                         | Actor de Voz Doblaje en Inglés                |
| 2006 | Barnyard                                                                  | Bud the Cow \| Officer O'Hanlon                                                                    | Actor de Voz                                  |
| 2006 | Tekkonkinkreet                                                            | The Boss                                                                                           | Actor de Voz Doblaje en Inglés                |
| 2006 | Happily N'Ever After                                                      | Dwarf 1 \| Dwarf 2 \| Giant                                                                        | Actor de Voz                                  |
| 2007 | 7-10 Split                                                                | Bobby O'Keefe                                                                                      |                                               |
| 2007 | TMNT                                                                      | Colonel Santino                                                                                    | Actor de Voz                                  |
| 2007 | Underdog                                                                  | Supershep \| Bulldog                                                                               | Actor de Voz                                  |
| 2007 | Superman: Doomsday                                                        | Toyman                                                                                             | Actor de Voz Director de Video                |
| 2007 | Bee Movie                                                                 | Janitor \| Bailiff                                                                                 | Actor de Voz                                  |
| 2007 | Futurama: Bender's Big Score                                              | Bender Rodriguez \| Barbados Slim \| Robot Santa                                                   | Actor de Voz Director de Video                |
| 2008 | Dragon Hunters                                                            | Fat John                                                                                           | Actor de Voz Doblaje en Inglés                |
| 2008 | Irish Twins                                                               | Danny Perrino                                                                                      | Película corta                                |
| 2008 | Futurama: The Beast with a Billion Backs                                  | Bender \| Randy Munchnick \| URL                                                                   | Actor de Voz Director de Video                |
| 2008 | Futurama: Bender's Game                                                   | Bender \| Titanius Anglesmith \| Igner \| Mom                                                      | Actor de Voz Director de Video                |
| 2008 | Kung Fu Panda: Secrets of the Furious Five                                | Gorilla \| Crocodile                                                                               | Actor de Voz Director de Video Película corta |
| 2008 | Bolt                                                                      | Saul                                                                                               | Actor de Voz                                  |
| 2008 | Madagascar 2: Escape de África                                            | Rico                                                                                               | Actor de Voz                                  |
| 2009 | Danny Greene: The Rise and Fall of the Irishman                           | Narrador                                                                                           | Actor de Voz                                  |
| 2009 | Futurama: Into the Wild Green Yonder                                      | Bender \| Joey Mousepad \| Elzar                                                                   | Actor de Voz Director de Video                |
| 2009 | Wonder Woman                                                              | Deimos                                                                                             | Actor de Voz Director de Video                |
| 2009 | Tinker Bell and the Lost Treasure                                         | Minister of Autumn                                                                                 | Actor de Voz                                  |
| 2009 | The Haunted World of El Superbeasto                                       | Burt the Spurt                                                                                     | Actor de Voz                                  |
| 2010 | Screwball: The Ted Whitfield Story                                        | Kip Caray                                                                                          |                                               |
| 2010 | Scooby-Doo! Abracadabra-Doo                                               | Amos the Groundskeeper                                                                             | Actor de Voz Director de Video                |
| 2010 | Space Chimps 2: Zartog Strikes Back                                       | Zartog \| Human #1 \| Human #2                                                                     | Actor de Voz                                  |
| 2010 | Tangled                                                                   | Hermano de Stabbington                                                                             | Actor de Voz (No acreditado)                  |
| 2010 | Batman: Under The Red Hood                                                | The Joker                                                                                          | Actor de Voz Director de Video                |
| 2010 | DC Showcase: Green Arrow                                                  | Merc                                                                                               | Actor de Voz Director de Video Película corta |
| 2010 | Little Fockers                                                            | EMT                                                                                                | Actor de Voz (No acreditado)                  |
| 2011 | All-Star Superman                                                         | Samson \| Ultra-Sphinx                                                                             | Actor de Voz Director de Video                |
| 2011 | Carl Panzram: The Spirit of Hatred and Vengeance                          | Carl Panzram                                                                                       |                                               |
| 2011 | Mia and the Migoo                                                         | Jekhide                                                                                            | Actor de Voz Doblaje en Inglés                |
| 2011 | Transformers: el lado oscuro de la luna                                   | Leadfoot \| Target                                                                                 | Actor de Voz Live Action                      |
| 2011 | Scooby-Doo! Legend of the Phantosaur                                      | Friz \| GPS \| Bikers                                                                              | Actor de Voz Director de Video                |
| 2011 | DC Showcase: Catwoman                                                     | Roughcut                                                                                           | Actor de Voz Película corta                   |
| 2012 | Madagascar 3: Europe's Most Wanted                                        | Rico                                                                                               | Actor de Voz                                  |
| 2012 | Tom and Jerry: Robin Hood and His Merry Mouse                             | Little John                                                                                        | Actor de Voz Director de Video                |
| 2012 | Secret of the Wings                                                       | Minister of Autumn                                                                                 | Actor de Voz                                  |
| 2012 | Wreck-It Ralph                                                            | Beard Papa                                                                                         | Actor de Voz                                  |
| 2013 | Scooby-Doo! Mask of the Blue Falcon                                       | Mr. Hyde                                                                                           | Actor de Voz Director de Video                |
| 2013 | Epic                                                                      | Pinecone Jinn                                                                                      | Actor de Voz                                  |
| 2013 | I Know That Voice                                                         | Himself                                                                                            | Documental                                    |
| 2013 | The Animated Tales Of GWAR                                                | Beefcake the Mighty                                                                                | Actor de Voz                                  |
| 2014 | Transformers: la era de la extinción                                      | Crosshairs                                                                                         | Actor de Voz                                  |
| 2014 | Batman: Assault on Arkham                                                 | King Shark                                                                                         | Actor de Voz                                  |
| 2015 | Lego DC Comics Super Heroes: Justice League vs. Bizarro League            | Lex Luthor \| Deathstroke                                                                          | Actor de Voz Director de Video                |
| 2015 | Batman Unlimited: Animal Instincts                                        | Killer Croc                                                                                        | Actor de Voz                                  |
| 2016 | Zootopia                                                                  | Jerry Jumbeaux Jr., Alce con boleto de estacionamiento, Cerdo reportero, Jesse, Woolter/Lanastasio | Actor de Voz                                  |
| 2016 | Lego DC Comics Super Heroes: Justice League: Attack of the Legion of Doom | Lex Luthor \| The Joker                                                                            | Actor de Voz Director de Video                |
| 2017 | Transformers: el último caballero                                         | Crosshairs, Nitro Zeus, Onslaught                                                                  | Actor de Voz                                  |
| 2023 | Super Mario Bros.: la película                                            | Tío Arthur                                                                                         | Actor de voz                                  |

### Televisión
| Año                  | Título                                          | Papel | Notas                                                      |
| -------------------- | ----------------------------------------------- | --- | ---------------------------------------------------------- |
| 1996                 | Law & Order                                     | Bartender |                                                            |
| 1996                 | Common Law                                      | |                                                            |
| 1996–1997            | Chicago Hope                                    | Dr. Sean Underhill |                                                            |
| 1997                 | Reign: The Conqueror                            | King Philip |                                                            |
| 1997                 | Johnny Bravo                                    | G.I. Jeremy | Actor de Voz                                               |
| 1997                 | Cracker: Mind Over Murder                       | Simon |                                                            |
| 1999–2003, 2008–2013 | Futurama                                        | Bender \| Sal \| URL \| Jake The Dog \| Varios | Actor de Voz                                               |
| 1999                 | Spawn                                           | Bone \| Policía #2 \| Frankie | Actor de Voz                                               |
| 1999                 | Pirates of Silicon Valley                       | Steve Ballmer | Película de TV                                             |
| 2000                 | NYPD Blue                                       | Gary Laird |                                                            |
| 2000                 | The Pooch and the Pauper                        | Bucky | Película de TV                                             |
| 2000                 | The Darkling                                    | Darkling voice | Actor de Voz Película de TV                                |
| 2000                 | Rude Awakening                                  | Graham Sheridan |                                                            |
| 2000                 | Becker                                          | Mr. Thalasinos |                                                            |
| 2000                 | Rocket Power                                    | Mongo | Actor de Voz                                               |
| 2001–2004            | Samurai Jack                                    | The Scotsman \| Alien Guard \| Clansman #3 | Actor de Voz                                               |
| 2001–2005            | Jackie Chan Adventures                          | Hak Foo \| Voces adicionales \| Doctor | Actor de Voz                                               |
| 2001                 | Felicity                                        | |                                                            |
| 2001                 | The Legend of Tarzan                            | Gozan | Actor de Voz                                               |
| 2001                 | Dead Last                                       | Stalker |                                                            |
| 2001                 | Taking Back Our Town                            | | Película de TV                                             |
| 2002–2005            | What's New, Scooby-Doo?                         | Dragon \| Judge \| Malachi Crunch | Actor de Voz                                               |
| 2002–2005            | Codename: Kids Next Door                        | Hermano Mayor \| Emperador Dave | Actor de Voz                                               |
| 2002–2007            | Kim Possible                                    | Dr. Drakken \| Motor Ed \| Heinrich | Actor de Voz                                               |
| 2003–2005            | Duck Dodgers                                    | The Crusher \| Alien Hermit Crab \| Frankenstein | Actor de Voz                                               |
| 2003                 | Kim Possible: A Sitch in Time                   | Dr. Drakken | Actor de Voz Película de TV                                |
| 2003                 | The Mummy: Secrets of the Medjai                | Shape Shifter \| Tiger-Man | Actor de Voz                                               |
| 2004–2005            | Teen Titans                                     | Brother Blood \| Spike | Actor de Voz                                               |
| 2004–2005            | The Batman                                      | Mugsy \| Rhino | Actor de Voz                                               |
| 2004                 | Without a Trace                                 | Reese Randall |                                                            |
| 2004                 | Static Shock                                    | Tarmac | Actor de Voz                                               |
| 2004                 | Star Wars: Clone Wars                           | General Grievous \| Padawan Sha'A Gi | Actor de Voz                                               |
| 2004                 | ER                                              | Policía de Narcóticos |                                                            |
| 2004                 | CSI: NY                                         | Mike Donelly |                                                            |
| 2004                 | Less than Perfect                               | Bartender |                                                            |
| 2004                 | Father of the Pride                             | Rabbit \| Snout Brothers \| Rabbits Gary & Lamont | Actor de Voz                                               |
| 2004                 | The Powerpuff Girls                             | Capitán Craig McGraigen | En el episodio "Mizzen in Action"                          |
| 2005–2007            | American Dragon: Jake Long                      | Fu Dog \| Ogre | Actor de Voz                                               |
| 2005                 | Grown Men                                       | | Película de TV                                             |
| 2005                 | Kim Possible: So the Drama                      | Dr. Drakken | Actor de Voz                                               |
| 2005                 | Catscratch                                      | Chumpy Chump Brother #1 \| Chumpy Chump Brother #3 \| Tad | Actor de Voz                                               |
| 2005                 | Lilo & Stitch: The Series                       | Dr. Drakken \| Fu Dog | Actor de Voz                                               |
| 2005                 | Justice League                                  | Alexi Nikolai \| Dreamslayer \| Lord Havok | Actor de Voz                                               |
| 2006–2007            | Shorty McShorts' Shorts                         | Jimbob \| Mr. Hoffenfoffer | Actor de Voz                                               |
| 2006–2007            | Ben 10                                          | Baron \| Vulkanus | Actor de Voz                                               |
| 2006–2007            | American Dad!                                   | Bouncer \| Brad \| Dove | Actor de Voz                                               |
| 2006–2009            | The Replacements                                | Buck Spikes \| Buford Joe \| Coach Goodchild | Actor de Voz                                               |
| 2006                 | My Name Is Earl                                 | Oficial de Ross |                                                            |
| 2006                 | Korgoth the Barbarian                           | Henchman #4 \| Scrotus \| Stink | Actor de Voz                                               |
| 2006                 | The Disney Channel Games                        | Dr. Drakken \| FuDog | Actor de Voz Miniseries                                    |
| 2006                 | Celebrity Deathmatch                            | Chris Farley \| Don Vito \| Paul Teutul Sr \| Carlos Mencia.                                                                                                   | Actor de Voz                                               |
| 2006                 | Where My Dogs At?                               | Dogcatcher | Actor de Voz                                               |
| 2006                 | The Emperor's New School                        | Mr. Notaempa | Actor de Voz                                               |
| 2006                 | Casper's Scare School                           | Stinkie \| Frankengymteacher | Actor de Voz Película de TV                                |
| 2007–2009            | Tak and the Power of Juju                       | Keeko \| Repulsive Juju \| Husband Stone Head | Actor de Voz                                               |
| 2007–2010            | Chowder                                         | Shnitzel \| Pate \| Guy | Actor de Voz                                               |
| 2007–2011            | Back at the Barnyard                            | Anchorman \| Cop \| Horse | Actor de Voz                                               |
| 2007                 | Afro Samurai                                    | Brother #2 \| Giant | Actor de Voz Miniseries                                    |
| 2007                 | Shaggy & Scooby-Doo Get a Clue!                 | Bruce | Actor de Voz                                               |
| 2007                 | The Disney Channel Games                        | FuDog | Actor de Voz Miniseries                                    |
| 2007                 | El Tigre: The Adventures of Manny Rivera        | El Oso \| General Chapuzo \| Municipal President Rodriguez | Actor de Voz                                               |
| 2007                 | Friday: The Animated Series                     | Mr. Jones | Actor de Voz                                               |
| 2007                 | SpongeBob SquarePants                           | Blackjack | Actor de Voz                                               |
| 2007                 | My Gym Partner's a Monkey                       | Mr. Cheetah | Actor de Voz                                               |
| 2008–2009            | The Spectacular Spider-Man                      | Hammerhead \| Flint Marko \| Sandman | Actor de Voz                                               |
| 2008–2009            | Random! Cartoons                                | Ice Clops \| Jake \| Mumpy | Actor de Voz                                               |
| 2008–2010            | Ben 10: Alien Force                             | Rath \| Octagon Vreedle \| Vulcanus | Actor de Voz                                               |
| 2008–2011            | Batman: The Brave and the Bold                  | Aquaman \| Gorilla Grodd \| Faceless Hunter \| Mr. Freeze \| Black Mask \| Taboo                                                                               | Actor de Voz                                               |
| 2008–2014            | The Penguins of Madagascar                      | Rico \| Burt \| Bada \| Hans | Actor de Voz                                               |
| 2008                 | Bones                                           | Jim Dodd |                                                            |
| 2008                 | Phineas and Ferb                                | Pinhead Pierre \| Conk | Actor de Voz                                               |
| 2009                 | Popzilla                                        | Varios | Actor de Voz                                               |
| 2009                 | Fanboy and Chum Chum                            | Yum Yum | Actor de Voz                                               |
| 2010–2012            | Ben 10: Ultimate Alien                          | Aggregor \| Rath \| Colonel Rozum \| Octagon Vreedle \| Vulcanus                                                                                               | Actor de Voz                                               |
| 2010-2013            | Generator Rex                                   | Bobo Haha \| Skalamander \| Agente de Providencia | Actor de Voz                                               |
| 2010-2013            | Pound Puppies                                   | Niblet \| Mutt \| Tiny \| Voces adicionales | Actor de Voz                                               |
| 2010-2014            | Fish Hooks                                      | Jocktopus | Actor de Voz                                               |
| 2010-2018            | Adventure Time                                  | Jake el perro \| Princesa Musculosa \| Jermaine | Actor de Voz                                               |
| 2010                 | Glenn Martin, DDS                               | Russ Nero | Actor de Voz                                               |
| 2010                 | The Sarah Silverman Program                     | Trent |                                                            |
| 2010                 | Scooby-Doo! Mystery Incorporated                | Delivery Guy \| Grady Gator | Actor de Voz                                               |
| 2010                 | Planet Sheen                                    | Guard #2 | Actor de Voz                                               |
| 2010                 | Legend of the Boneknapper Dragon                | Gobber's Father | Actor de Voz Película corta                                |
| 2010                 | Kick Buttowski: Suburban Daredevil              | Sr. Vickle | Actor de Voz                                               |
| 2010                 | That's Our Joe                                  | Nonners | Actor de Voz Papel recurrente                              |
| 2010                 | Sym-Bionic Titan                                | King \| General Julius Steel \| Adnon | Actor de Voz                                               |
| 2011–2013            | Dan Vs.                                         | Barber \| Chad \| Police Officer | Actor de Voz                                               |
| 2011                 | The Avengers: Earth's Mightiest Heroes          | Dum Dum Dugan \| Eitri | Actor de Voz                                               |
| 2011                 | The Problem Solverz                             | Narrador \| Tux Dog \| Teacher | Actor de Voz                                               |
| 2011                 | The Amazing World of Gumball                    | Anais Watterson como un adulto | Actor de Voz                                               |
| 2011                 | Kung Fu Panda: Legends of Awesomeness           | Fung, Wall Eye, Bing, Voces adicionales | Actor de Voz                                               |
| 2012                 | Modern Family                                   | Capitán de Bote | Episodio: "Leap Day"                                       |
| 2012                 | Green Lantern: The Animated Series              | Kothack | Actor de Voz                                               |
| 2012                 | The High Fructose Adventures of Annoying Orange | Monstruo de caramelo, galleta dulce, Mango orgánico, Squashie #1                                                                                               | Actor de Voz                                               |
| 2012                 | Mad                                             | Aquaman \| Al \| Yo-yo Master \| Jake | Actor de Voz                                               |
| 2012                 | Transformers: Prime                             | Vogel | Actor de Voz                                               |
| 2012                 | Ben 10: Omniverse                               | Zombozo, Rath, Four Arms, Humungousaur, Armodrillo, Bullfrag, Ultimate Rath, Ultimate Humungousaur, Atomix, Whampire, Vulkanus, Voces adicionales              | Actor de Voz                                               |
| 2012                 | Ultimate Spider-Man                             | The Wrecker, Grizzly, Voces adicionales | Actor de Voz                                               |
| 2012                 | Kaijudo: Rise of the Duel Masters               | Nigel Brightmore, Heller, Toji, Lord Skycrusher, Vorg, Fire Mystic                                                                                             | Actor de Voz                                               |
| 2012                 | Randy Cunningham: 9th Grade Ninja               | Hannibal McFist | Actor de Voz                                               |
| 2012                 | Gravity Falls                                   | Manly Dan, Harry Claymore, Love God | Actor de Voz                                               |
| 2012–2013            | Brickleberry                                    | Rick, Duke Dick, Ghost, Magnus Blickensterfer, John Radcliffe, Silly Willie (Fake Carruthers), Joe Wolf, Todd Rowland (Mall Cop), Astronaut, Voces adicionales | Actor de Voz                                               |
| 2013                 | Aqua TV Show Show                               | Shake's Muscles | Actor de Voz Episodio: "Muscles" Crédito para "Johnny Dee" |
| 2013                 | Sanjay and Craig                                | Penny Pepper | Actor de Voz                                               |
| 2013                 | Out There                                       | Wayne Stevens | Actor de Voz                                               |
| 2013                 | The Newsroom                                    | Police Sergeant |                                                            |
| 2013                 | Avengers Assemble                               | Wrecker, Galactus | Actor de Voz                                               |
| 2014                 | Hulk and the Agents of S.M.A.S.H.               | Galactus, Firelord, The Null, Obnoxio the Clown | Actor de Voz                                               |
| 2014                 | The Simpsons                                    | Bender Rodríguez | Actor de Voz Episodio: "Simpsorama", Crossover en Futurama |
| 2014                 | Teen Titans Go!                                 | Brother Blood | Actor de Voz                                               |
| 2014                 | Breadwinners                                    | Lava Mole | Actor de Voz                                               |
| 2014                 | Teenage Mutant Ninja Turtles                    | Cara de Pizza | Actor de Voz Episodio: "Pizzaface"                         |
| 2014                 | Girl Meets World                                | Voz de computadora | Actor de Voz Episodio: "Girl Meets Father"                 |
| 2014                 | Lego Batman: Be-Leaguered                       | Lex Luthor, Joker |                                                            |
| 2015                 | All Hail King Julien                            | Rata que salta #1, #2 y #3 | Actor de Voz                                               |
| 2016                 | The Loud House                                  | Sr. Ortega, Chunk y varios | Actor de Voz                                               |
| 2018-2023            | Desencanto                                      | King Zøg | Actor de Voz                                               |

### Videojuegos
| Año  | Título                                             | Papel | Notas             |
| ---- | -------------------------------------------------- | --- | ----------------- |
| 1995 | Playtoons 5: The Stone of Wakan                    | Officer Pat | Actor de Voz      |
| 1999 | T'ai Fu: Wrath of the Tiger                        | T'ai Fu | Doblaje en Inglés |
| 2001 | Final Fantasy X                                    | Wakka, Kimahri Ronso | Doblaje en Inglés |
| 2002 | Earth & Beyond                                     | Loric |                   |
| 2002 | Kim Possible: Revenge of Monkey Fist               | Dr. Drakken |                   |
| 2003 | Final Fantasy X-2                                  | Wakka, Kimahri Ronso | Doblaje en Inglés |
| 2003 | Futurama                                           | Bender, Sal, Igner |                   |
| 2003 | Crash Nitro Kart                                   | Tiny Tiger |                   |
| 2003 | Spawn: Armageddon                                  | Redeemer, Space Station Crew |                   |
| 2004 | Samurai Jack: The Shadow of Aku                    | The Scotsman, The King, The Tree Spirit |                   |
| 2004 | The Chronicles of Riddick: Escape from Butcher Bay | Guard |                   |
| 2004 | Ground Control II: Operation Exodus                | APC Driver |                   |
| 2004 | Spider-Man 2                                       | Rhino |                   |
| 2004 | Forgotten Realms: Demon Stone                      | Thibbledorf \| Troll King |                   |
| 2004 | X-Men Legends                                      | Juggernaut, General Kincaid |                   |
| 2004 | Vampire: The Masquerade - Bloodlines               | Smiling Jack |                   |
| 2005 | Shadow of Rome                                     | | Doblaje en Inglés |
| 2005 | The Incredible Hulk: Ultimate Destruction          | Destroyer |                   |
| 2005 | X-Men Legends II: Rise of Apocalypse               | Juggernaut |                   |
| 2005 | Ultimate Spider-Man                                | Voces adicionales |                   |
| 2005 | 50 Cent: Bulletproof                               | |                   |
| 2005 | Yakuza                                             | Osamu Kashiwagi | Doblaje en Inglés |
| 2005 | Kingdom Hearts II                                  | Jacoby (Undead Pirate C) |                   |
| 2006 | Final Fantasy XII                                  | Migelo, Gilgamesh | Doblaje en Inglés |
| 2006 | Gears of War                                       | Marcus Fenix |                   |
| 2006 | Superman Returns                                   | Bizarro |                   |
| 2007 | Kingdom Hearts II: Final Mix+                      | Jacoby (Undead Pirate C) | Doblaje en Inglés |
| 2007 | Halo 3                                             | Brute Chieftain |                   |
| 2007 | Spider-Man: Friend or Foe                          | Rhino |                   |
| 2007 | Crash of the Titans                                | Uka-Uka |                   |
| 2007 | Looney Tunes: Duck Amuck                           | Microphone |                   |
| 2007 | The Simpsons Game                                  | Bender Rodríguez |                   |
| 2007 | Call of Duty 4: Modern Warfare                     | | No acreditado     |
| 2008 | Kingdom Under Fire: Circle of Doom                 | Regnier |                   |
| 2008 | Turning Point: Fall of Liberty                     | Angelo |                   |
| 2008 | Valkyria Chronicles                                | Gen. Georg von Damon \| Jann Walker | Doblaje en Inglés |
| 2008 | Crash: Mind Over Mutant                            | Uka-Uka |                   |
| 2008 | Tak and the Guardians of Gross                     | Keeko |                   |
| 2008 | Gears of War 2                                     | Marcus Fenix \| Franklin |                   |
| 2009 | Afro Samurai                                       | Brother 2 \| Giant |                   |
| 2009 | Ninja Blade                                        | Michael Wilson | Doblaje en Inglés |
| 2009 | MadWorld                                           | Kreese Kreely | Doblaje en Inglés |
| 2009 | Transformers: la venganza de los caídos            | Sideways, William Lennox |                   |
| 2009 | Real Heroes: Firefighter                           | Captain Tomihiro Kotaka |                   |
| 2009 | Marvel: Ultimate Alliance 2                        | Juggernaut \| Magneto |                   |
| 2009 | Halo 3: ODST                                       | Brute |                   |
| 2009 | Ben 10 Alien Force: Vilgax Attacks                 | Vilgax \| Octagon Vreedle |                   |
| 2009 | Tekken 6                                           | Craig Marduk | No acreditado     |
| 2009 | Final Fantasy XIII                                 | Cocoon Inhabitants | Doblaje en Inglés |
| 2010 | Valkyria Chronicles II                             | Calvaro Rodriguez - Drill Instructor \| Jann Walker | Doblaje en Inglés |
| 2010 | Batman: The Brave and the Bold - The Videogame     | Aquaman, Gorilla Grodd, Prison Warden |                   |
| 2010 | Spider-Man: Shattered Dimensions                   | Noir Hammerhead |                   |
| 2010 | Ben 10 Ultimate Alien: Cosmic Destruction          | Octagon Vreedle, Will Harangue, Zombozo, Cannonbolt \| Ultimate Cannonbolt |                   |
| 2011 | Gears of War 3                                     | Marcus Fenix \| Minion |                   |
| 2011 | Ben 10: Galactic Racing                            | Octagon Vreedle \| Rath \| Vilgax |                   |
| 2011 | Star Wars: The Old Republic                        | Nico Okarr |                   |
| 2012 | Final Fantasy XIII-2                               | Gilgamesh | Doblaje en Inglés |
| 2012 | Cartoon Network Universe: FusionFall               | The Scotsman, Schnitzel, Bobo Haha, Jake |                   |
| 2013 | Gears of War: Judgment                             | Marcus Fenix |                   |
| 2013 | Lego Marvel Super Heroes                           | Galactus, Mandarin, Absorbing Man, Colossus, Ultimate Green Goblin, J. Jonah Jameson, Kingpin, Laufey, Odin, Rocket Raccoon, Ronan the Accuser, Super-Skrull, Thanos, Thunderbolt Ross, Whiplash |                   |
| 2013 | Skylanders: Swap Force                             | Wash Buckler |                   |
| 2014 | Destiny                                            | Banshee-44, City Civilian |                   |
| 2014 | Middle-earth: Shadow of Mordor                     | The Hammer of Sauron |                   |
| 2014 | Skylanders: Trap Team                              | Wallop, Wash Buckler |                   |
| 2014 | Halo 2 Anniversary                                 | Heretic Leader (Terminals Only) |                   |
| 2018 | Gears of War 4                                     | Marcus Fenix |                   |

## Premios y nominaciones
| Año  | Premio                  | Categoría | Film \| TV show                         | Resultado |
| ---- | ----------------------- | --- | --------------------------------------- | --------- |
| 2001 | Annie Awards            | Logro Individual para la actuación de voz por un ejecutante masculino en una producción animada de televisión | Futurama                                | Ganador   |
| 2011 | Golden Raspberry Awards | Peor conjunto en Pantalla                                                                                     | Transformers: el lado oscuro de la luna | Nominado  |